# Держагенція передових дослідницьких проєктів
Держагенція передових дослідницьких проєктів (англ. Government Advant Research Development Agency, GARDA) — державна агенція, відкриття якої заплановане на початок 2018 року, згодом початок роботи установи переносився на 2022. Агентство працюватиме над технологіями, які дозволять запобігати негативним викликам у майбутньому, наприклад, катастрофам. З іншого боку, ця організація шукатиме проривні можливості у різноманітних сферах життя. GARDA працюватиме окремо від «Укроборонпрому» та буде підзвітна парламенту і уряду.

## Історія
Куратором створення нової агенції став доктор Ентоні Тетер, керівник агенції DARPA з 2001 по 2009 роки та перший іноземний радник ДК «Укроборонпром» з 2016 року.
Саме слово «гарда» означає захист руки від зброї супротивника. Агенція працюватиме над технологіями, які дозволять запобігати негативним викликам у майбутньому, наприклад, катастрофам. З іншого боку, ця організація шукатиме проривні можливості у різноманітних сферах життя. Впровадження таких технологій дозволить Україні випереджати у розвитку інші країни та виходити на нові ринки.
Агенція шукатиме проблему, шляхи її вирішення, і потім надаватиме інформацію про це президенту України і Кабміну. Проєкти будуть затверджуватись парламентом, президентом, міністром оборони та міністром економіки.